# Kananga (Bokito)
 (avril 2022).
La mise en forme du texte ne suit pas les recommandations de Wikipédia : il faut le « wikifier ».
Les points d'amélioration suivants sont les cas les plus fréquents. Le détail des points à revoir est peut-être précisé sur la page de discussion.
- Les titres sont pré-formatés par le logiciel. Ils ne sont ni en capitales, ni en gras.
- Le texte ne doit pas être écrit en capitales (les noms de famille non plus), ni en gras, ni en italique, ni en « petit »…
- Le gras n'est utilisé que pour surligner le titre de l'article dans l'introduction, une seule fois.
- L'italique est rarement utilisé : mots en langue étrangère, titres d'œuvres, noms de bateaux, etc.
- Les citations ne sont pas en italique mais en corps de texte normal. Elles sont entourées par des guillemets français : « et ».
- Les listes à puces sont à éviter, des paragraphes rédigés étant largement préférés. Les tableaux sont à réserver à la présentation de données structurées (résultats, etc.).
- Les appels de note de bas de page (petits chiffres en exposant, introduits par l'outil «  Source ») sont à placer entre la fin de phrase et le point final[comme ça].
- Les liens internes (vers d'autres articles de Wikipédia) sont à choisir avec parcimonie. Créez des liens vers des articles approfondissant le sujet. Les termes génériques sans rapport avec le sujet sont à éviter, ainsi que les répétitions de liens vers un même terme.
- Les liens externes sont à placer uniquement dans une section « Liens externes », à la fin de l'article. Ces liens sont à choisir avec parcimonie suivant les règles définies. Si un lien sert de source à l'article, son insertion dans le texte est à faire par les notes de bas de page.
- La présentation des références doit suivre les conventions bibliographiques. Il est recommandé d'utiliser les modèles {{Ouvrage}}, {{Chapitre}}, {{Article}}, {{Lien web}} et/ou {{Bibliographie}}. Le mode d'édition visuel peut mettre en forme automatiquement les références.
- Insérer une infobox (cadre d'informations à droite) n'est pas obligatoire pour parachever la mise en page.

Pour une aide détaillée, merci de consulter Aide:Wikification.
Si vous pensez que ces points ont été résolus, vous pouvez retirer ce bandeau et améliorer la mise en forme d'un autre article.
 (avril 2022).
 (avril 2022).
Pour les articles homonymes, voir Kananga (homonymie).
Kananga est un village situé dans la commune et l’arrondissement de Bokito. Situé dans le département du Mbam-et-Inoubou une région du Centre du Cameroun. Il fait partie du Canton Elip composé de 10 villages.

## Localisation
Kananga est situé à environ 90 kilomètres de la capitale du Cameroun, Yaoundé, et est constitué pour l’essentiel de trois grands quartiers : Bouboukosso, Mbékéléka et Tokondo.
Kananga est limité par les villages Boalondo (Balamba), Kilikoto, Omendé et le fleuve Sanaga, donnant sur la ville de Monatélé.
La rivière Noubomo, qui prend sa source avant la ville de Bokito et traverse de nombreux autres villages, coupe Kananga en deux (entre les quartiers Mbékéléka et Tokondo reliés par un pont), avant de se jeter dans le fleuve Sanaga.
L’habitat pour l’essentiel, est fait de construction en dur (parpaings) et semi-dur (blocs de terre, boue séchée, giclée au ciment, etc.).
Le village, qui s’étend en longueur sur près de 11 kilomètres, dispose en son centre, d’une école publique à cycle complet. Une case de santé aujourd’hui désaffectée et située en plein cœur du quartier Mbékéléka, complète ce dispositif.
Comme dans la plupart des zones rurales, la principale activité pratiquée ici est l’agriculture. Elle occupe hommes et femmes autour du cacao, du manioc, de l’arachide, de l’igname, du plantain et divers légumes. Le marché saisonnier local a lieu une fois par semaine, le mardi, à Balamba. La principale route qui mène à ce village voisin est la voie de sortie sur la nationale No 4, Yaoundé-Bafoussam. En saison des pluies, cette route est quasiment impraticable ; ce qui, d’années en années est objet d’un fort renchérissement des coûts de transport.

## Histoire
Kananga est le frère cadet de Botombo, tous deux fils d’Olouo et d’Ougand Kiekoué. Ils forment la famille Olouo et ont pour neveu Kiyangana, père de Bongando.
Historiquement, la famille Olouo a voyagé sur le dos d’un serpent géant pour s’installer au lieu-dit Toukalakala, où elle a longtemps habité. Un jour, les femmes sont allées au fleuve pour faire la lessive et ont trouvé en chemin des boutures de cannes à sucre provenant de l’amont. Elles se sont empressées d’aller présenter cela à leurs époux qui en ont conclu que d’autres personnes vivaient à quelques lieux de là. Sur ce, ils se sont mis en route pour aller à la rencontre du peuple Lémandé.
À distance, une sentinelle Lémandé les a aperçus et a donné l’alerte. Mais, les Lémandé, voyant des femmes dans la délégation Kananga, ont baissé leurs armes. C’est ainsi que la famille Olouo a été accueillie et que l’une de ses filles, albinos a été prise pour épouse par le notable Lémandé Ayimba Kolo. Ce dernier a remis symboliquement des chèvres à la famille Olouo, tout en recommandant de les garder dans un enclos.
Un jour, les Lémandé ont fait un feu qui s’est transformé en incendie, brulant au passage les chèvres et l’enclos de la famille Olouo. Ce qui a déclenché une guerre. D’où l’origine de l’expression «Betum Omend Mbugné Pikèt». La famille Olouo sera chassée de Lémandé. En partant, Olouo va reprendre sa fille initialement donnée en mariage, emmenant également l’enfant qu’elle avait eu, du nom de Kiyangana, qui plus tard va créer le village Bongando.
Les Olouo, c’est-à-dire Botombo et Kananga, vont par la suite se séparer. À cette fin, ils vont installer leur neveu là où se trouve présentement Bongando. Botombo s’installera et enfin Kananga, respectivement aux emplacements où ils sont à ce jour.
Kilikoto qui se trouve actuellement entre Botombo et Kananga n’existait pas encore à cette époque. Un jour, les frères Botombo et Kananga se sont retrouvés ayant programmé une partie de chasse. Au moment de partager leur butin, ils ont aperçu de la fumée au loin, qui sortait d’un baobab. Pour en avoir le cœur net, ils ont envoyé des enfants pour s’enquérir de la situation. Ceux-ci découvrent un homme et une femme qu’ils ramènent vers leurs parents.
L’homme s’appelait Nouloula. Kananga dit alors à son frère aîné de tuer ces étrangers, rappelant que durant la chasse ce n’est que lui qui avait tué le gibier qui se partageait. Botombo n’étant pas de l’avis de son cadet, ce dernier lui a exigé une rançon, contre la vie de Noulala et de la femme. Botombo va alors enlever les grelots de ses chiens et les remettre à son frère en guise de paiement de la rançon. En retour, il fera installer Noulala et la femme à l'emplacement actuel du village Kilikoto. Botombo dira alors à Kananga : « désormais, quand tu viendras me voir, tu t’arrêtera à kolikoto pour boire de l’eau. Je ferai également pareil. »
Tel est de récit, l’histoire du groupement Mankagna, qui rassemble les villages actuels de Botombo, Kananga, Bongando et Kilikoto dans le Canton Elip, Arrondissement de Bokito, Département du Mbam et Inoubou, Région du Centre au Cameroun.

## Économie
Depuis le début des années 1980, Kananga s'est doté d'une organisation, le Comité de Développement du village Kananga (CDK), chargé des initiatives de développement de la localité.
Le CDK tient des congrès tous les quatre ans et des Assemblées générales annuelles. Le tout dernier congrès, qui était extraordinaire, a eu lieu les 3 et 4 décembre 2021. À l'issue des travaux, Me Valentin Songolo Betilene a été porté à la présidence du CDK pour un mandat de 4 ans. Les priorités quadriennales du Bureau exécutif élu portent entre autres sur la modernisation de l'agriculture dans la localité, l'amélioration des infrastructures académiques, le renforcement de l'accès à l'eau potable, la sécurisation foncière, etc.
Dans le cadre de l'amélioration de l'accès à une eau de qualité, les élites du village Kananga ont, courant 2021, entrepris la construction de trois forages. L'initiative qui a mobilisé les fils et filles de ce village, dont son importante diaspora, a permis de porter le nombre de points d'eau de cette nature à 6.